# Evert Bulder
Evert Jan Bulder (ur. 24 grudnia 1894 w Groningen, zm. 21 kwietnia 1973 w Heerenveen) – piłkarz holenderski grający na pozycji napastnika. W swojej karierze rozegrał 1 mecz w reprezentacji Holandii. Jego brat, Jaap Bulder, także był piłkarzem i reprezentantem Holandii.

## Kariera klubowa
W swojej piłkarskiej karierze Bulder grał w klubie Be Quick 1887. Zadebiutował w nim w 1913 roku i zakończył w nim karierę w 1931 roku. W sezonie 1919/1920 wywalczył z Be Quick tytuł mistrza Holandii.

## Kariera reprezentacyjna
Swój jedyny mecz w reprezentacji Holandii Bulder rozegrał 5 września 1920 roku na Igrzyskach Olimpijskich w Antwerpii przeciwko Hiszpanii (1:3). Na tych igrzyskach zdobył brązowy medal.